# Not Afraid Anymore
«Not Afraid Anymore» es una canción interpretada por la cantante estadounidense Halsey está incluida en la banda sonora de Fifty Shades Darker como sencillo promocional. Fue escrita por ella Jason Quenneville, Nasri Atweh y Adam Messinger. Fue Publicada el 13 de enero de 2017 por Universal Muisc Group.

## Posicionamientos en listas

### Semanales
| País            | Lista                         | Mejor posición |
| --------------- | ----------------------------- | -------------- |
| Australia       | ARIA                          | 55             |
| Canadá          | Canadian Hot 100              | 72             |
| Francia         | SNEP                          | 168            |
| Nueva Zelanda   | New Zealand Heatseekers       | 1              |
| República Checa | Singles Digitál Top 100 Chart | 95             |
| Escocia         | Official Charts Company       | 59             |
| Eslovaquia      | Singles Digitál Top 100 Chart | 85             |
| Estados Unidos  | Billboard Hot 100             | 77             |